# 大卡沃内罗
大卡沃内罗（西班牙語：Carbonero el Mayor）是西班牙卡斯蒂利亚-莱昂塞戈维亚省的一个市镇。 总面积66平方公里，总人口2391人（2001年），人口密度36人/平方公里。